# Table des caractères Unicode/U10E60
Cette page contient des caractères spéciaux ou non latins. S’ils s’affichent mal (▯, ?, etc.), consultez la page d’aide Unicode.
Table des caractères Unicode U+10E60 à U+10E7F.

## Arabe – symboles numéraux rûmîs (chiffres de Fès)(Unicode 5.2)
Caractères utilisés comme notation numérale dans les textes en écriture arabe, appelés aussi chiffres de Fès. Comprend des chiffres de un à neuf, des signes numéraux pour les dizaines et les centaines, ainsi que des symboles de fractions fréquentes.

### Table des caractères
| en fr   | 0 | 1 | 2 | 3 | 4 | 5 | 6 | 7 | 8 | 9 | A | B | C | D | E | F |
| ------- | - | - | - | - | - | - | - | - | - | - | - | - | - | - | - | - |
| U+10E60 | 𐹠 | 𐹡 | 𐹢 | 𐹣 | 𐹤 | 𐹥 | 𐹦 | 𐹧 | 𐹨 | 𐹩 | 𐹪 | 𐹫 | 𐹬 | 𐹭 | 𐹮 | 𐹯 |
| U+10E70 | 𐹰 | 𐹱 | 𐹲 | 𐹳 | 𐹴 | 𐹵 | 𐹶 | 𐹷 | 𐹸 | 𐹹 | 𐹺 | 𐹻 | 𐹼 | 𐹽 | 𐹾 |   |